# System-Locked Preinstallation
System-Locked Preinstallation (SLP) bezeichnet eine Form der Windows-Installation durch einen OEM-Computerhersteller, bei der für den Endkunden die sonst seit Windows XP obligatorische Produktaktivierung entfällt.

## Funktionsweise
Eine SLP-Installation von Windows sucht beim Start nach bestimmten Informationen im BIOS des Computersystems, die den jeweiligen OEM-Hersteller identifizieren. Werden diese Informationen gefunden, wird Windows automatisch aktiviert. Fehlen die entsprechenden Daten, so verhält sich Windows wie eine normale Retail-Version und muss innerhalb von 30 Tagen bei Microsoft aktiviert werden.
Aufgrund dieser Tatsache ist es möglich, auf OEM-Systemen mit SLP-Installationen von Windows praktisch alle Hardwarekomponenten zu wechseln, ohne dadurch den Aktivierungsstatus zu verlieren. Selbst ein Austausch der Hauptplatine ist möglich, solange der Ersatz vom jeweiligen OEM-Hersteller stammt und die notwendigen Daten im BIOS enthält.